# منتخب الدنمارك لدوري الرغبي
منتخب الدنمارك لدوري الرغبي هو ممثل الدنمارك الرسمي في المنافسات الدولية في دوري الرغبي .

## وصلات خارجية
- الموقع الرسمي